# Джин Карнаган
Джин Енн Карпентер Карнаган (англ. Jean Anne Carpenter Carnahan; 20 грудня 1933, Вашингтон — 30 січня 2024 ) — американська політик-демократка та письменниця. Представляла штат Міссурі у Сенаті США з 2001 по 2002 рр. 
У 1954 р. одружилася з Мелом Карнаганом, який був губернатором штату Міссурі з 1993 по 2000 рр. Народила сина Расс (став конгресменом).
У 1955 р. здобула ступінь бакалавра в Університеті Джорджа Вашингтона. У жовтні 2000 р. її чоловік посмертно переміг на виборах до Сенату США, і Джин Карнаган була призначена сенаторкою замість нього. Вона була кандидаткою на довиборах у 2002 р., але програла республіканцю Джиму Таленту.